# 胡琼
胡琼（1483年—1524年），字国华，号九峰子，福建南平县（今福建省南平市延平区）人。明朝政治人物。

## 生平
正德五年（1510年）庚午科福建鄉試舉人。正德六年（1511年）聯捷辛未科进士。曾任慈溪县知县、山西道御史、贵州巡按、山西道御史等。嘉靖三年（1524年），因议大礼遭廷杖而死。

## 著作
著有《九峰稿》。

## 家族
曾祖胡囗囗。祖父胡壮。父胡勝口。嫡母石氏，生母张氏。弟胡珙、胡瑄。